# عدنان الباجي
عدنان الباجي سباح تونسي من مواليد 22 أفريل 1999. تحصل على ثلاثة ميداليات في سباق 50, 100 و200 متر سباحة ظهرية في بطولة أفريقيا للسباحة 2022.

## مواضيع ذات صلة
- تونس في دورة الألعاب العربية 2023